# Marina Imperială Rusă
Marina Imperială Rusă (în rusă: Российский императорский флот) a funcționat ca marina Țaratului Rusiei și mai târziu a Imperiului Rus din 1696 până în 1917. 
Înființată oficial în 1696, Marina Imperială Rusă a durat până la dizolvare în urma Revoluției din februarie 1917. S-a dezvoltat dintr-o forță mai mică care existase înainte de întemeierea de către țarul Petru cel Mare a marinei moderne ruse în timpul celei de-a doua campanii de la Azov din 1696. S-a extins în a doua jumătate a secolului al XVIII-lea și și-a atins puterea maximă la începutul secolului al XIX-lea, după flota britanică și cea franceză în ceea ce privește dimensiunea.
Marina Imperială și-a atras ofițerii din aristocrația Imperiului, care aparținea Bisericii Ortodoxe Ruse de stat. Tinerii aristocrați au început să fie pregătiți pentru conducere la o școală navală națională. Din 1818, doar ofițerii Marinei Imperiale Ruse au fost numiți în funcția de director șef al Companiei ruso-americane, cu sediul în America Rusă (Alaska de astăzi) pentru colonizare și dezvoltarea comerțului cu blănuri. Deși marina imperială timpurie a angajat inițial marinari străini plătiți, guvernul a început să recruteze marinari născuți nativi ca militari recrutați (la fel ca și bărbații pentru a servi în armată). Serviciul în marina a durat toată viața. Mulți comandanți navali și recruți au venit din ținuturile neruse ale Rusiei Imperiale cu tradiții maritime - Finlanda și (în special) provinciile baltice.
Marina rusă a intrat într-o perioadă de declin din cauza dezvoltării tehnice și economice lente a Imperiului în prima jumătate a secolului al XIX-lea. A avut o renaștere în ultima parte a secolului în timpul domniei împăratului Nicolae al II-lea (r. 1894–1917), dar cea mai mare parte a flotei sale din Pacific (împreună cu flota baltică trimisă în Orientul Îndepărtat) a fost distrusă în umilitorul Războiul Ruso-Japonez din 1904-1905.
Marina a avut experiențe diferite în timpul Primului Război Mondial, deoarece pe când germanii câștigau teren în Marea Baltică, rușii au preluat controlul asupra Mării Negre. Revoluția Rusă a marcat sfârșitul Marinei Imperiale; ofițerii săi s-au aliniat în cea mai mare parte cu împăratul, dar marinarii s-au împărțit de ambele părți în timpul Războiului civil rus din 1917-1922. Marina Militară Sovietică, înființată ca Flotă Roșie în 1918 după Revoluție, a preluat navele supraviețuitoare disponibile.
Din punct de vedere strategic, Marina Imperială Rusă s-a confruntat cu două probleme majore de rezolvat: 
- cum să utilizeze porturi care nu îngheață pe timpul iernii  și
- accesul liber la oceane.

Sankt Petersburg și celelalte porturi baltice, precum și Vladivostok, nu puteau funcționa iarna, de unde și insistența Rusiei de a înființa instalații și porturi navale pe coasta Mării Negre și (eventual) la Murmansk. Chiar și forțele navale substanțiale din Marea Baltică erau limitate de lipsa accesului liber la Oceanul Atlantic prin Øresund, la fel cum flota Mării Negre nu se putea baza întotdeauna pe trecerea prin Bosfor și Dardanele. Ca urmare, grupări navale separate s-au dezvoltat relativ izolate în Marea Baltică, Marea Neagră, Orientul Îndepărtat al Rusiei și Arctica.

## Începuturi
Sub țarul Mihail I al Rusiei (Mihail I Fiodorovici Romanov), prima navă cu trei catarge construită în Rusia a fost terminată în anul 1636. Constructorii de nave danezi din Holstein au construit-o în Balakhna după proiect european contemporan. Nava a fost botezată Frederick care în timpul călătoriei sale inaugurale pe Marea Caspică, a navigat într-o furtună puternică și s-a scufundat.
În timpul Războiului ruso-suedez din 1656-1658⁠(en)[traduceți], forțele ruse au pus mâna pe fortărețele suedeze Dünaburg și Kokenhusen de pe Dvina de Vest. Ei l-au redenumit pe prima fortăreață Borisoglebsk și pe cea din urmă Țarevici-Dmitriev. 

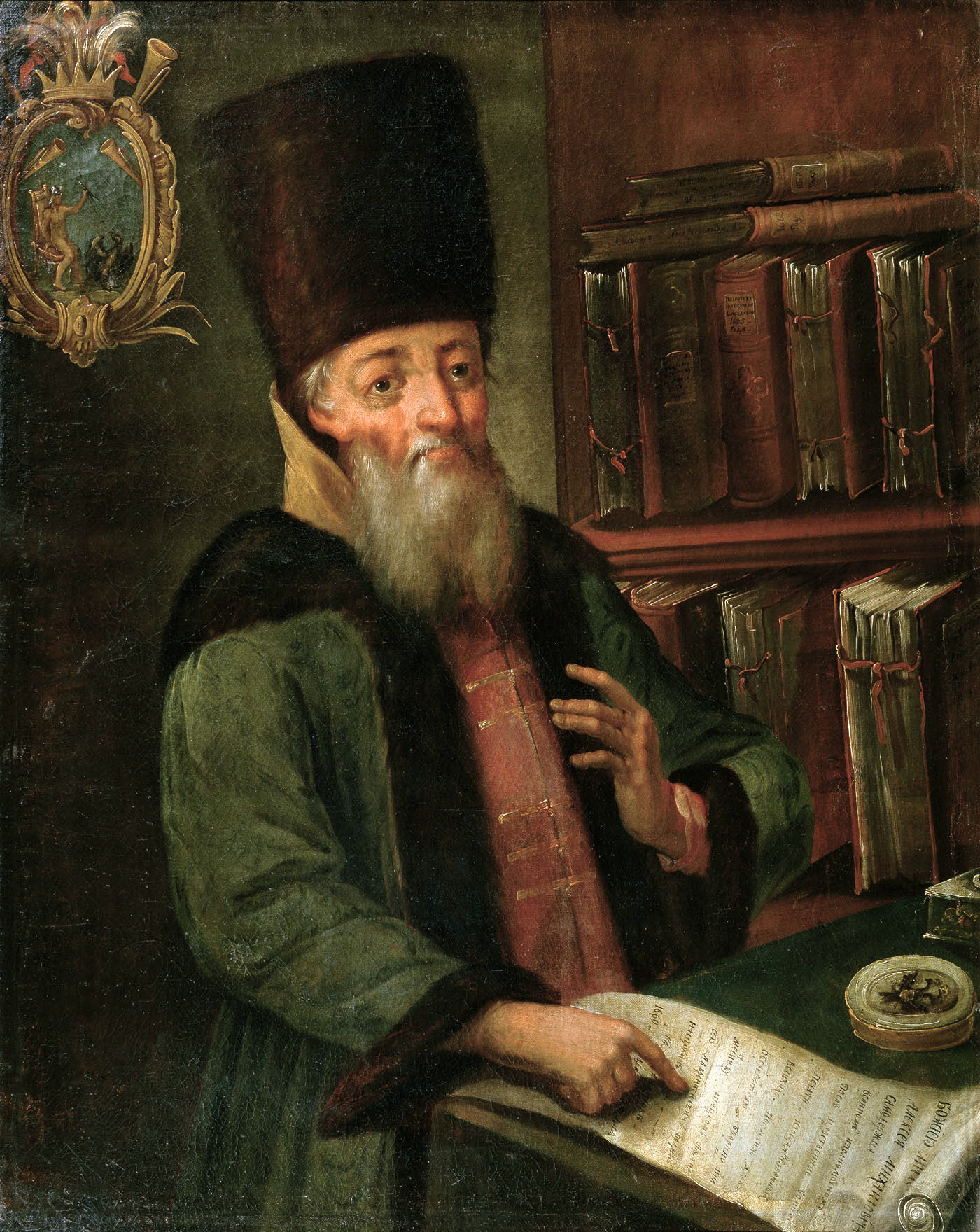
Boierul Afanasi Ordin-Nașcokin

Un boier pe nume Afanasi Ordin-Nașcokin a fondat un șantier naval în fortul Țarevici-Dmitriev și a început să construiască nave pentru a naviga în Marea Baltică. În 1661, însă, Rusia a pierdut acest fort și alte teritorii capturate prin pacea de la Cardis. Rusia a fost de acord să predea Suediei toate teritoriile capturate și a ordonat să fie distruse toate navele construite la Țarevici-Dmitriev.
Boierul Ordin-Nașcokin și-a îndreptat atenția către râul Volga și Marea Caspică. Cu aprobarea țarului, boierul a adus experți olandezi în construcții navale în orașul Dedinovo, lângă confluența râurilor Oka și Volga. Construcția navelor a început în iarna anului 1667. În decurs de doi ani, patru nave au fost finalizate: o galeră cu 22 de tunuri, botezată Oriol (Vultur) și trei nave mai mici. Oriol a fost prima navă în Rusia cu pânze cu trei catarge, după proiect european. Galera Oriol fost capturată în Astrahan de cazacii rebeli conduși de Stepan Razin. Cazacii au jefuit Oriol și l-au abandonat, pe jumătate scufundat, într-un estuar al Volgăi.
În mare parte a secolului al XVII-lea, comercianții și cazacii ruși independenți, folosind bărci, au navigat peste Marea Albă, explorând râurile Lena, Kolîma și Indigirka  întemeind așezări în regiunea Amurului superior. Cel mai celebru explorator rus a fost Semion Dejnev, care în 1648 a navigat de-a lungul întregii întinderi de nord a Rusiei de astăzi, prin Oceanul Arctic. Înconjurând Peninsula Ciukotsk, Dejnev a trecut prin Marea Bering și a navigat în Oceanul Pacific.

## Domnia lui Petru cel Mare

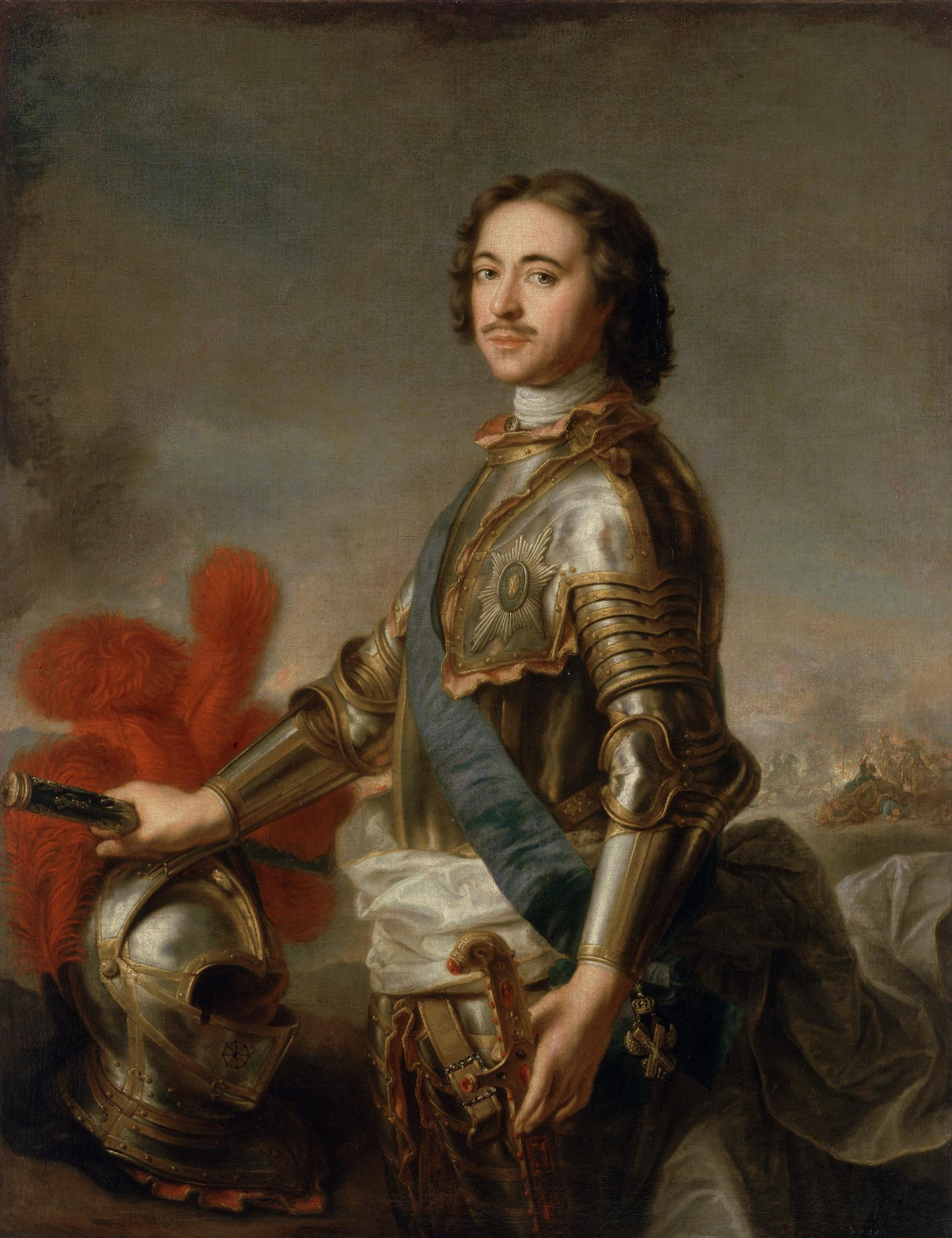
Petru cel Mare

Petru cel Mare a înființat Marina Rusă modernă. În timpul celei de-a doua campanii Azov din 1696 împotriva Turciei, rușii au folosit pentru prima dată 2 nave de război, 4 nave de incendiat, 23 de galere și 1300 nave cu velă „strug” construite pe râul Voronej. După ocuparea cetății Azov, Duma boierească a analizat raportul lui Petru despre această campanie militară. A adoptat un decret la 20 octombrie 1696 pentru a începe construcția unei forțe navale. Această dată este considerată fondarea oficială a Marinei Imperiale Ruse.
În timpul Marelui Război al Nordului din perioada 1700–1721, rușii au construit Flota Mării Baltice. Construcția flotei cu vâsle (flota de galere) a avut loc în anii 1702–1704 la mai multe șantiere navale (estuare ale râurilor Sias, Luga și Olonka). Pentru a apăra coasta cucerită și pentru a ataca comunicațiile maritime ale inamicului în Marea Baltică, rușii au creat o flotă cu vele din nave construite în Rusia și altele importate din străinătate.
Din 1703 până în 1723, baza navală principală a Flotei Baltice a fost situată la Sankt Petersburg și apoi la Kronstadt. Au fost create baze și în Reval (Tallinn) și în Vîborg după ce a fost cedată de Suedia după Războiul ruso-suedez (1741-1743). Vladimirski Prikaz a fost prima organizație responsabilă de construcțiile navale. Mai târziu, aceste funcții au fost transferate Amiralteiski Prikaz (amiralitatea din Sankt Petersburg).

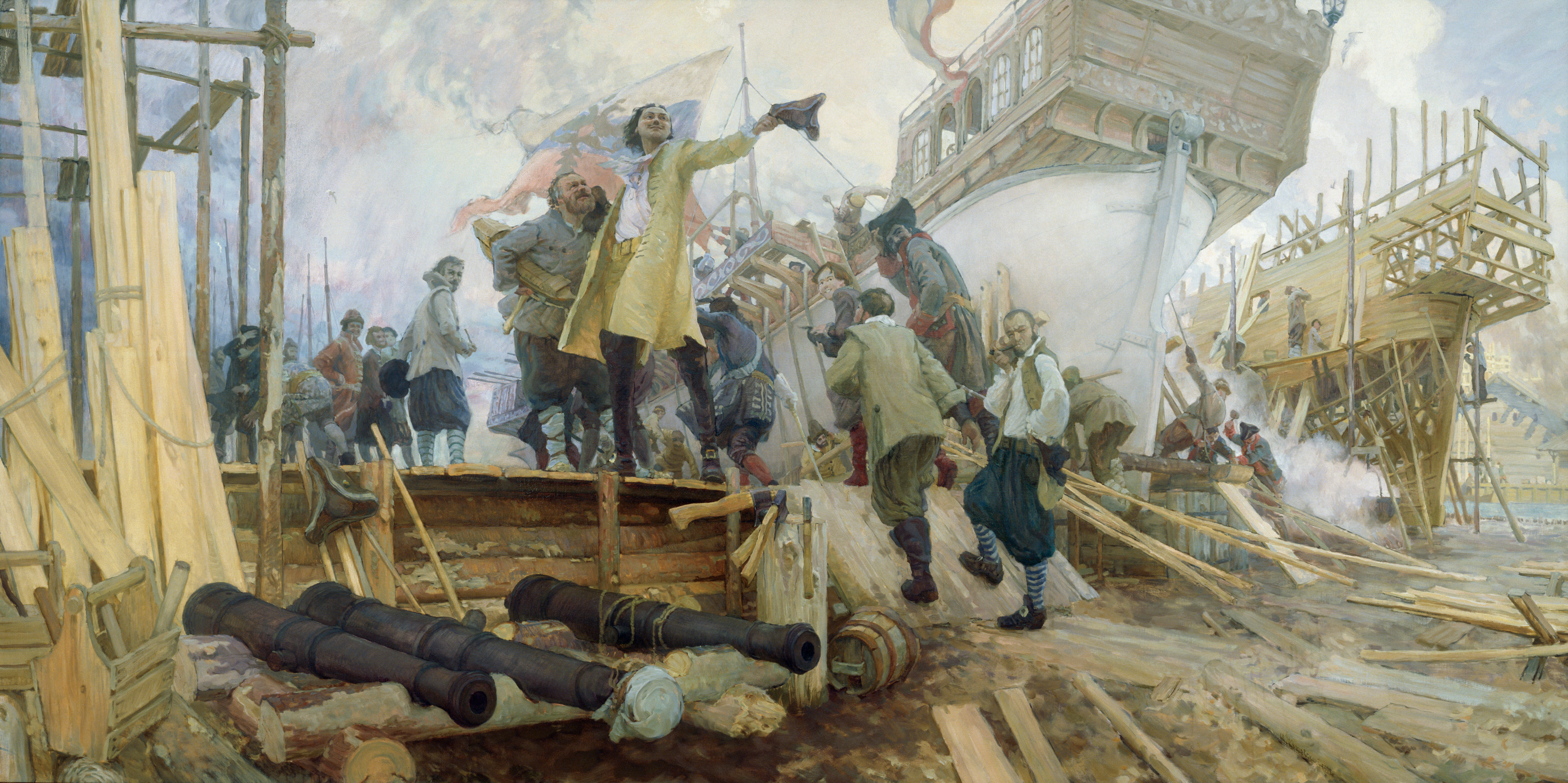
Petru cel Mare construind flota

În 1745, Marina Rusă avea 130 de nave cu vele, inclusiv 36 de nave de linie, 9 fregate, 3 șnava (шнява - o navă ușoară cu două catarge folosită pentru servicii de recunoaștere și mesagerie), 5 nave bombardier și 77 de nave auxiliare. Flota cu vâsle era formată din 396 de nave, inclusiv 253 de galere și semigalere (numite скампавеи, sau scampavei; o galere ușoară de mare viteză) și 143 brigantine. Navele erau construite la 24 de șantiere navale, inclusiv cele din Voronej, Kazan, Pereslavl-Zalesski, Arhangelsk, Oloneț, Petersburg și Astrahan.
Ofițerii de marina proveneau din Regalitatea și nobilimea rusă (nobili, aristocrați care aparțineau Bisericii Ortodoxe Ruse de stat). Marinarii obișnuiți erau recrutați în serviciul militar. Serviciul în marină dura toată viața. Copiii nobililor erau educați pentru serviciul naval la Școala de Științe Matematice și de Navigație, care fusese fondată în 1701 în Turnul Sukharev din Moscova. Studenții erau deseori trimiși în străinătate pentru formare în flote străine. Marina a angajat și cetățeni străini, cu o experiență navală semnificativă, pentru a servi în Marina Rusă, precum norvegianul-olandezul Cornelius Cruys, grecul Ivan Botsis sau scoțianul Thomas Gordon. În 1718, Consiliul Amiralității (Адмиралтейств-коллегия) a fost înființat ca cea mai înaltă autoritate navală din Rusia.

## Secolul al XVIII-lea

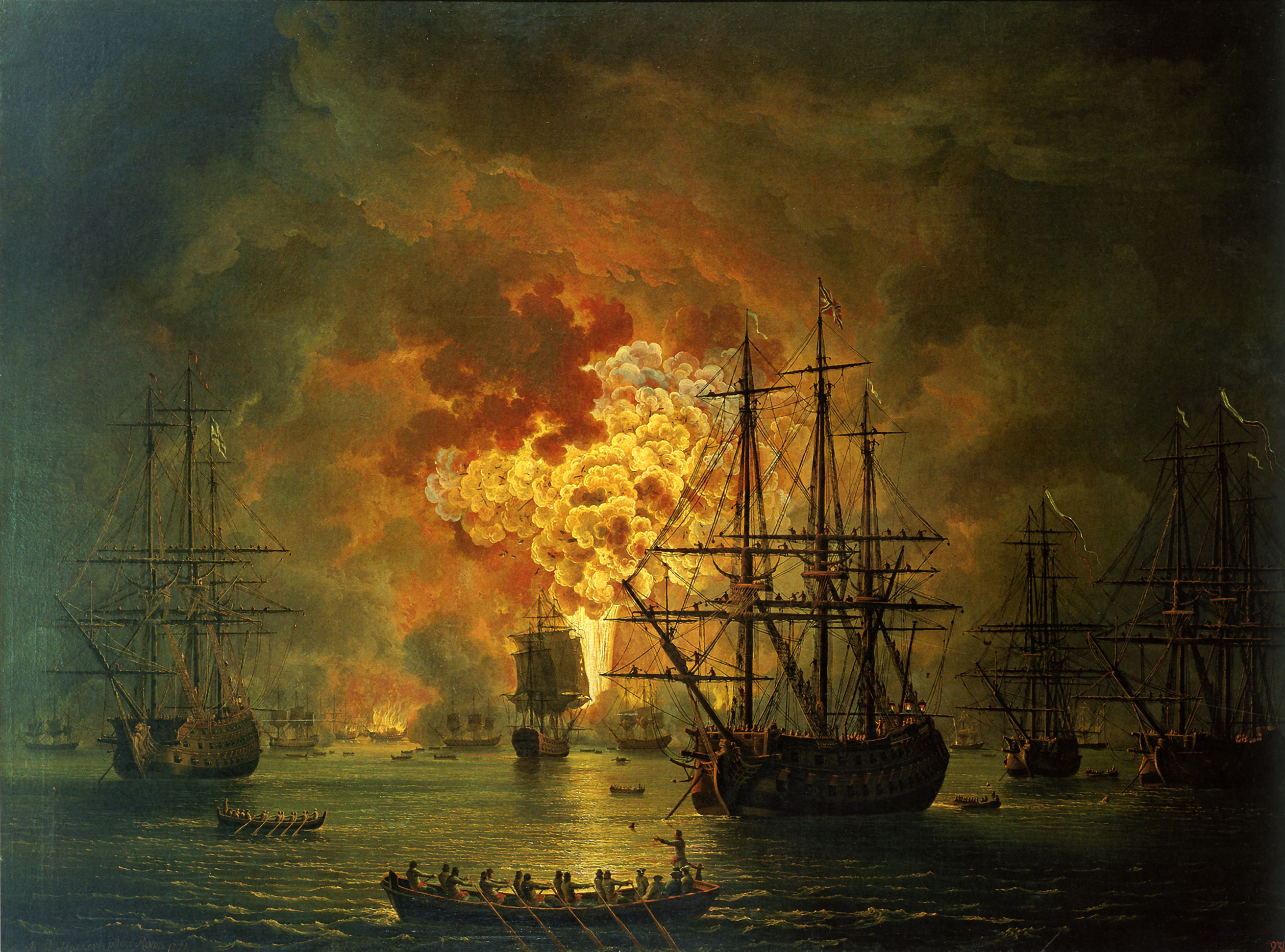
Distrugerea flotei Otomane în Bătălia de la Chesma (1770)

În a doua jumătate a secolului al XVIII-lea, Marina Rusă a fost construită pentru a sprijini politica externă a guvernului. Națiunea a condus războaiele ruso-turce pentru supremație în Marea Neagră. Pentru prima dată, Rusia și-a trimis escadrile din Marea Baltică în teatrele de operații îndepărtate (vezi expedițiile arhipelagului marinei ruse). Escadrila amiralului Spiridov a câștigat supremația în Marea Egee prin distrugerea flotei turcești în Bătălia de la Chesma din 1770. În 1771, armata rusă a cucerit coastele strâmtorii Kerci și fortărețele Kerci și Yenikale.
După ce au înaintat până la Dunăre, rușii au format Flotila Militară a Dunării cu scopul de a păzi limanul Dunării. În 1771 au fost oaspeți în Republica Ragusa. Caviarul Beluga de la Dunăre era celebru, iar comercianții din Republica Ragusa dominau afacerile de import-export din Serbia cu Monarhia Habsburgică.
În 1773, navele Flotilei Azov (create din nou în 1771) au navigat în Marea Neagră. Rusia a învins Turcia în războiul ruso-turc din 1768–1774, câștigând controlul asupra Mării Azov și a unei părți a coastei Mării Negre dintre râurile Bug și Nistru. Crimeea a fost declarată independentă sub protectoratul Rusiei și a fost anexată de Rusia în 1783. În 1778, rușii au fondat portul Herson. Primul cuirasat al Flotei Mării Negre a fost pus în funcțiune aici în 1783. Un an mai târziu, a fost construită o escadrilă.

## Secolul al XIX-lea

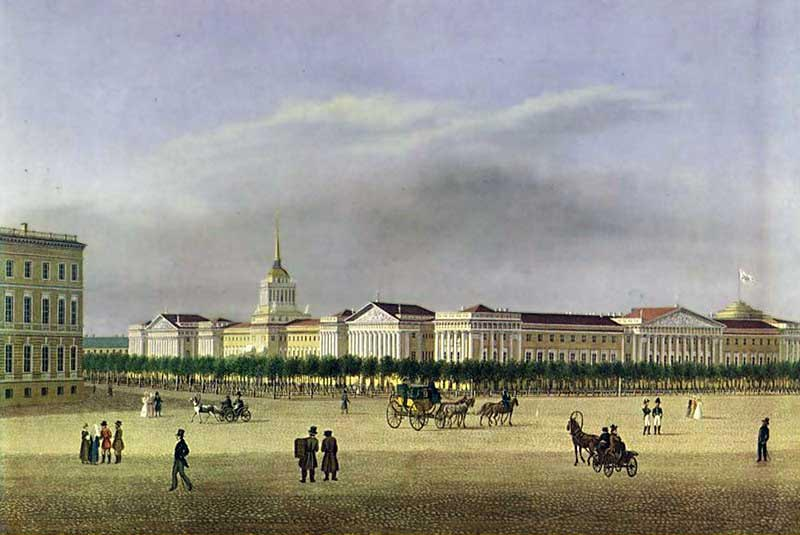
Cartierul general al Consiliului Amiralității, anii 1810

Până în a doua jumătate a secolului al XVIII-lea, Marina Rusă avea a patra cea mai mare flotă din lume, după Marea Britanie, Spania și Franța. Flota Mării Negre deținea 35 de nave de linie de luptă și 19 fregate (1787), iar Flota Baltică avea 23 de nave de linie și 130 de fregate (1788). La începutul secolului al XIX-lea, marina rusă era formată din flotele Mării Baltice și Mării Negre, Flotila Caspică, Flotila Mării Albe și Flotila Okhotsk.
În timpul războaielor napoleoniene, Marina rusă avea o capacitate maritimă limitată, Comitetul din 1802 pentru îmbunătățirea stării marinei a concluzionat starea îngrozitoare a navelor Flotei Baltice, navele sufereau de putrezire extinsă și lipsa placarea cu cupru de protecție, fiind incapabile să apere Kronstadt și Sankt Petersburg. Președintele Comitetului, Vorontsov, a concluzionat că „Este imposibil ca Rusia să fie considerată o putere navală majoră, dar nu există nicio nevoie sau avantaj previzibil în acest statut.” 
În consecință, Comitetul nu a recomandat altceva decât măsuri limitate de rectificare a stării flotelor, iar rușii și-au păstrat ulterior capacitatea limitată pe mare, bazându-se pe puterea lor terestră pentru a-l învinge pe Napoleon. În 1802, a fost înființat Ministerul Forțelor Navale Militare (redenumit Ministerul Naval în 1815).
Această atitudine s-a schimbat odată cu venirea la putere al țarului Nicolae I în 1825, care la mai puțin de o lună de la începutul domniei sale a declarat că „Rusia trebuie să devină a treia putere navală după Anglia și Franța și trebuie să fie mai puternică decât orice coaliție de puteri navale secundare”. În consecință, s-a format Comitetul de Organizare a Flotei din 1825, care a conturat un proiect ambițios de construcție navală care urmărea crearea celei de-a treia marimi mari din Europa.

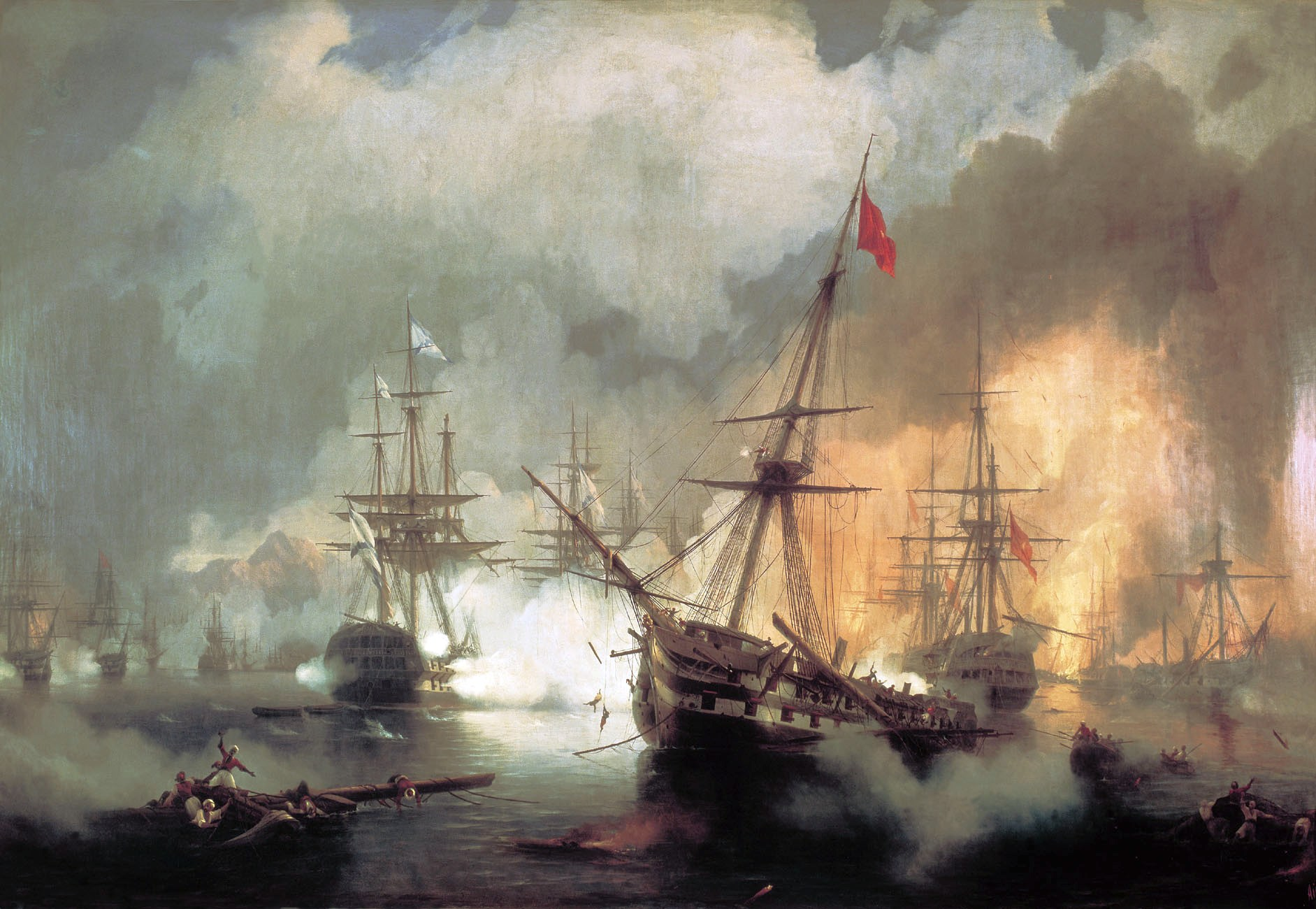
Bătălia de la Navarino de Ivan Aivazovsky, arătând escadrila rusească în timp ce bombardează flota Otomană.

Creșterea marinei în anii următori a întărit considerabil capacitatea navală a Rusiei, extinzând atât flotele din Marea Baltică, cât și flotele Mării Negre. O escadrilă rusă sub conducerea amiralului olandez Lodewijk van Heiden a luptat în Bătălia de la Navarino din 1827 în Marea Ionică. Marina a fost folosită cu mare efect în timpul Războiului ruso-turc (1828-1829) care a urmat, folosind Escadrila Mediteraneeană și Flota Mării Negre pentru a câștiga controlul mării de la otomani, care a contribuit la victoria Rusiei și la semnarea Tratatului de pace de la Adrianopol în 1829.
În 1826, rușii au construit primul lor vapor cu aburi înarmat Izora de 98,7 CP, echipat cu opt tunuri. În 1836, au construit prima fregată cu abur cu vâsle a marinei ruse numită Bogatir (deplasament - 1.340 t, putere - 237 CP, armament - 28 tunuri).
Marina Imperială Rusă a trimis expediții de explorare. Între 1803 și 1855, navele lor au efectuat peste 40 de circumnavigații în jurul Pământului și călătorii pe distanțe lungi, majoritatea fiind în sprijinul coloniilor lor nord-americane din America Rusă (Alaska) și Fort Ross din nordul Californiei și porturile lor din Pacific de pe litoralul de est al Siberiei. Aceste călătorii au produs materiale importante de cercetare științifică și descoperiri în teatrele de operațiuni din Pacific, Antarctica și Arctica.
În 1863, în timpul Războiului civil american, flotele marinei ruse din Atlantic și Pacific au iernat în porturile americane din New York și San Francisco. Unii istorici consideră această vizită ca fiind un factor major în descurajarea Franței și Regatului Unit de la intrarea în război de partea confederată.  Delahaye afirmă că, pe lângă sprijinirea Uniunii, Rusia se pregătea și pentru un război cu Franța și Marea Britanie în cazul în care ar interveni în insurecția poloneză din 1863. Marina rusă era slabă și putea fi blocată cu ușurință în porturile sale de origine, dar dacă era în SUA, când a început războiul, ar putea ataca mai ușor comerțul britanic și francez.
Marina Imperială Rusă a continuat să se extindă în ultima parte a secolului, devenind a treia cea mai mare flotă din lume după Marea Britanie și Franța. Expansiunea s-a accelerat sub țarul Nicolae al II-lea, care fusese influențat de teoreticianul naval american Alfred Thayer Mahan. Industria rusă, deși a crescut în capacitate, nu a fost capabilă să facă față cerințelor și unele nave au fost comandate din Marea Britanie, Franța, Germania, SUA și Danemarca. Arhitecții navali francezi în special au avut o influență considerabilă asupra proiectarea navelor rusești.

## Războiul Crimeii și consecințele

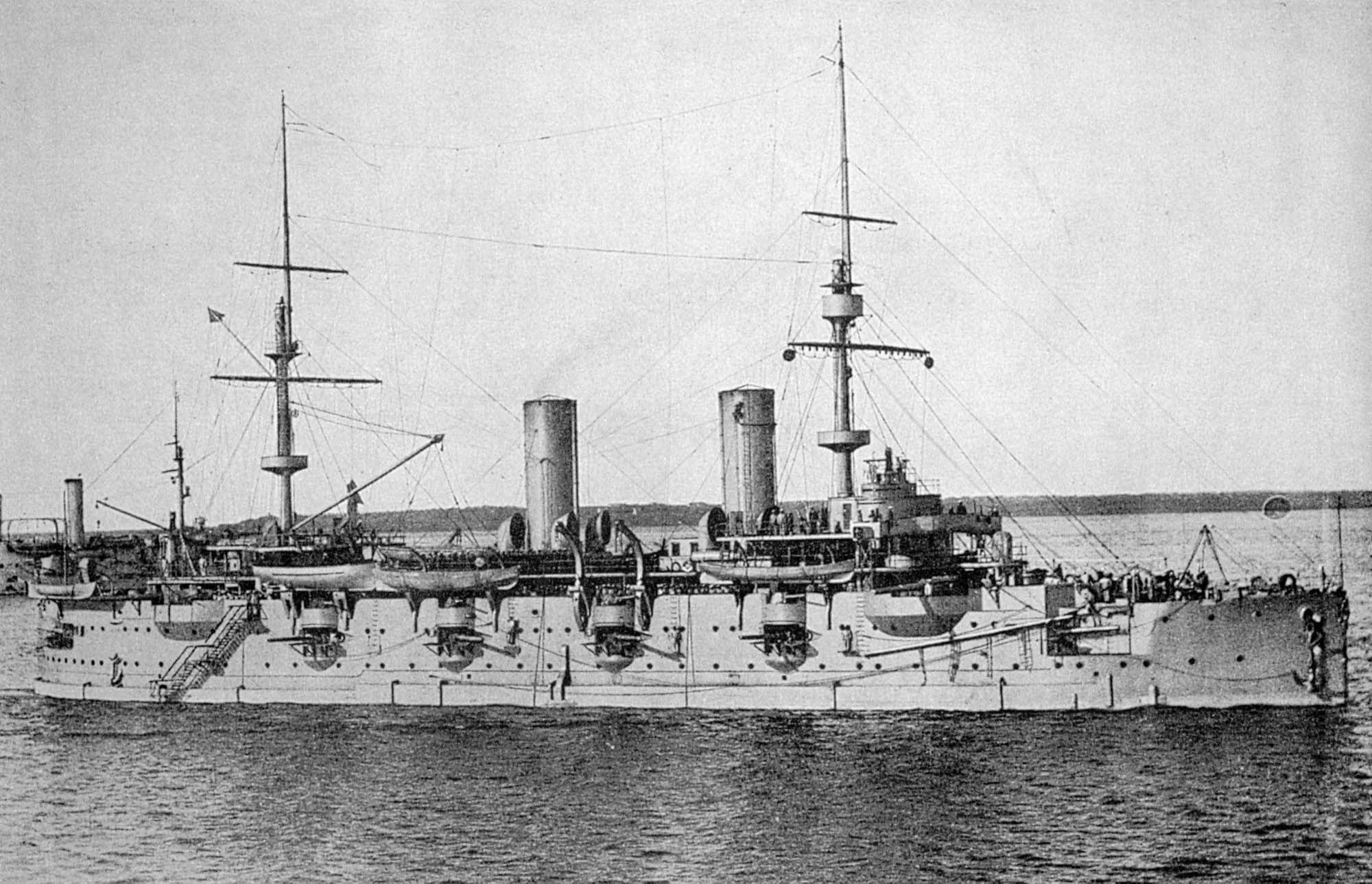
Petr Velikiy 1908-1912

Dezvoltarea lentă tehnică și economică a Rusiei din prima jumătate a secolului al XIX-lea a făcut-o să rămână în urmă altor țări europene în domeniul construcției navelor cu aburi. Până la izbucnirea Războiului Crimeii în 1853, Rusia avea flotele Mării Baltice și ale Mării Negre, Flotila Arhangelsk, Flotila Caspică și Flotila Okhotsk (în total, 40 de nave de luptă, 15 fregate, 24 de corvete și bricuri, 16 fregate cu abur etc.).
Numărul total de personal al tuturor flotelor a fost de 91.000 de oameni. Cu toate acestea, sistemul de iobăgie reacționară a avut un efect negativ asupra dezvoltării marinei ruse. Era tipic în special pentru Flota Baltică, care era cunoscută pentru exercițiul militar dur.
Datorită amiralilor Mihail Lazarev, Pavel Nahimov, Vladimir Kornilov și Vladimir Istomin, marinarii Flotei Mării Negre au fost învățați arta războiului și păstrarea tradițiilor militare ale Marinei Ruse, formate în vremea amiralului Ushakov.
În Bătălia de la Sinop din 1853, flota Mării Negre sub conducerea lui Nahimov a făcut o serie de inovații tactice. În timpul asediului Sevastopolului din 1854–1855, marinarii ruși au folosit toate mijloacele posibile pentru a-și apăra baza de pe uscat și pe mare. În conformitate cu Tratatul de la Paris (1856), Rusia a pierdut dreptul de a avea o flotă militară în Marea Neagră. În anii 1860, flota rusă care se baza pe veliere și-a pierdut semnificația și a fost treptat înlocuită cu nave cu aburi abur.

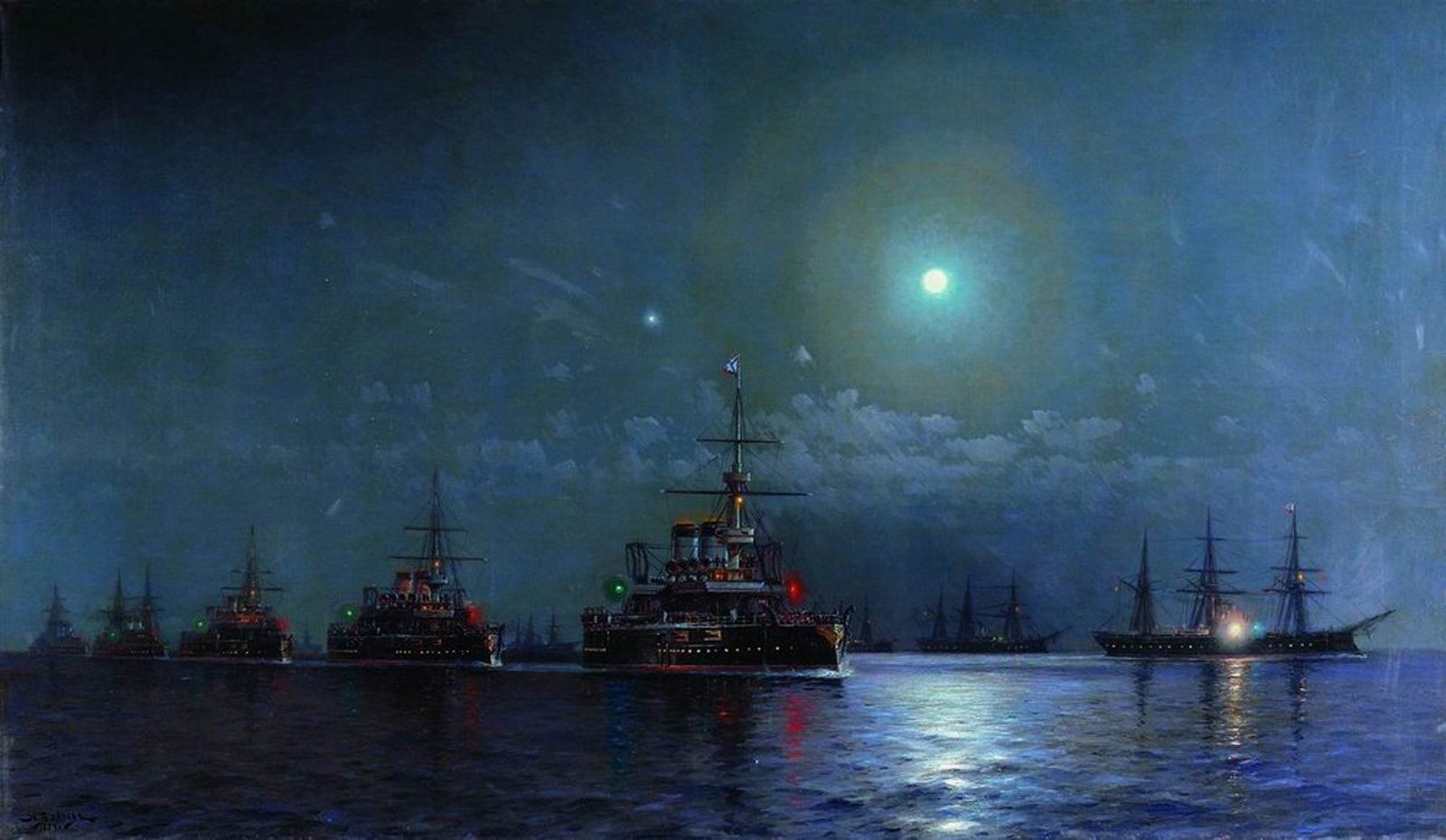
Flota Mării Negre noaptea. anul 1894.

După Războiul Crimeii, Rusia a început construcția navelor blindate, monitoare și baterii plutitoare alimentate cu abur. Aceste nave aveau artilerie puternică și blindaj gros, dar nu aveau navigabilitate, viteză și capacități pentru distanțe lungi. În 1861, au construit prima canonieră blindată din oțel Opit (Опыт). În 1869, rușii au început construcția unuia dintre primele nave blindate maritime, Petr Veliky (Пётр Великий).

## Războiul ruso-japonez

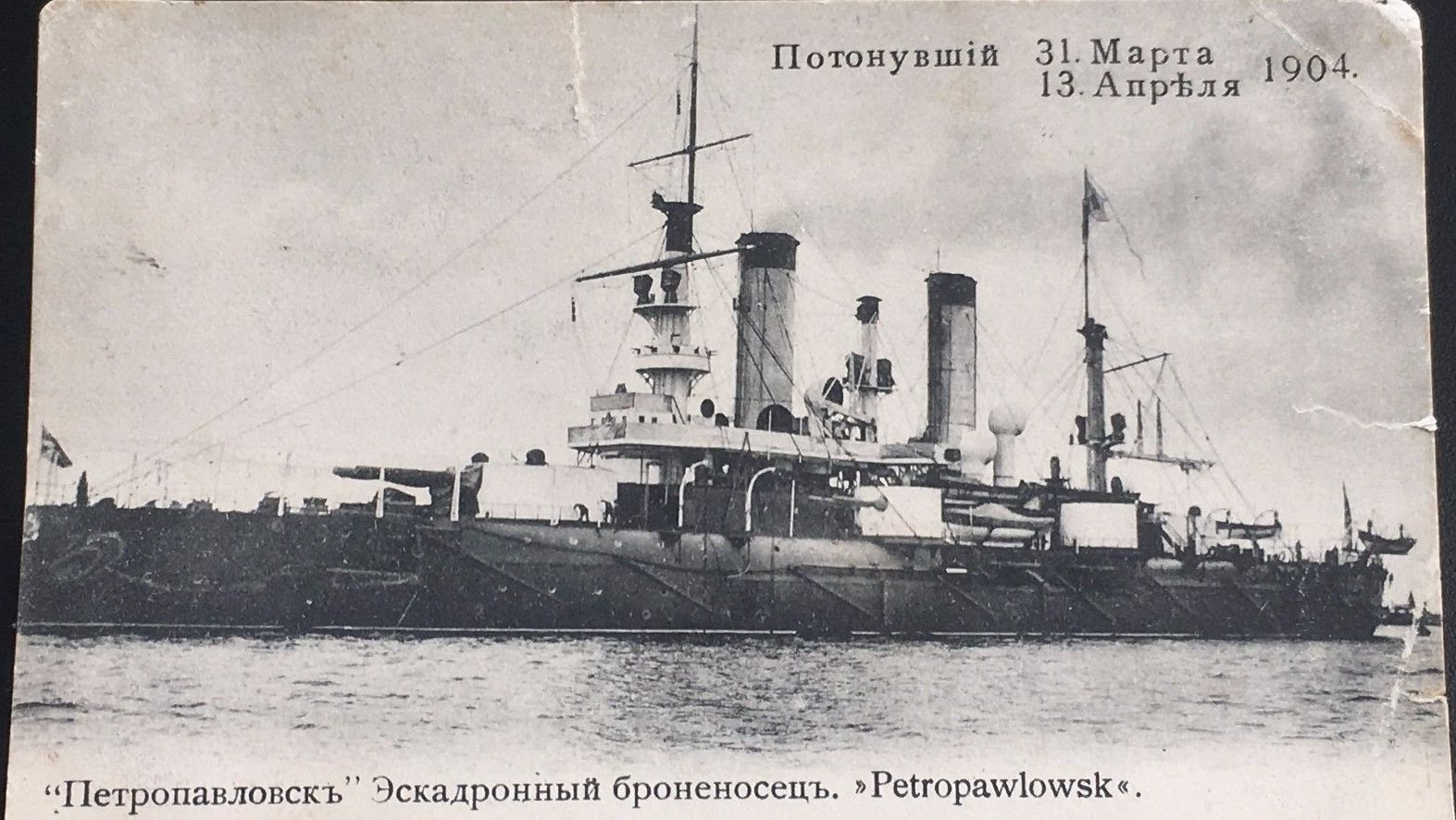
Cuirasatul rusesc Petropavlovsk

În noaptea de 8 februarie 1904, flota navală japoneză condusă de amiralul Tōgō Heihachirō a deschis războiul cu un atac surpriză cu distrugătoare înarmate cu  torpile prin atac asupra navelor rusești de la Port Arthur, avariind grav două cuirasate rusești. Atacurile s-au dezvoltat în bătălia de la Port Arthur în dimineața următoare. Au urmat o serie de lupte navale navale nehotărâte, în care japonezii nu au reușit să atace cu succes flota rusă aflate sub protecția bateriilor de țărm (tunuri de coastă) ale portului, iar rușii au refuzat să părăsească portul în larg, mai ales după moartea amiralului Stepan Makarov⁠(en)[traduceți] la 13 aprilie 1904.

### Folosirea minelor în scopuri ofensive

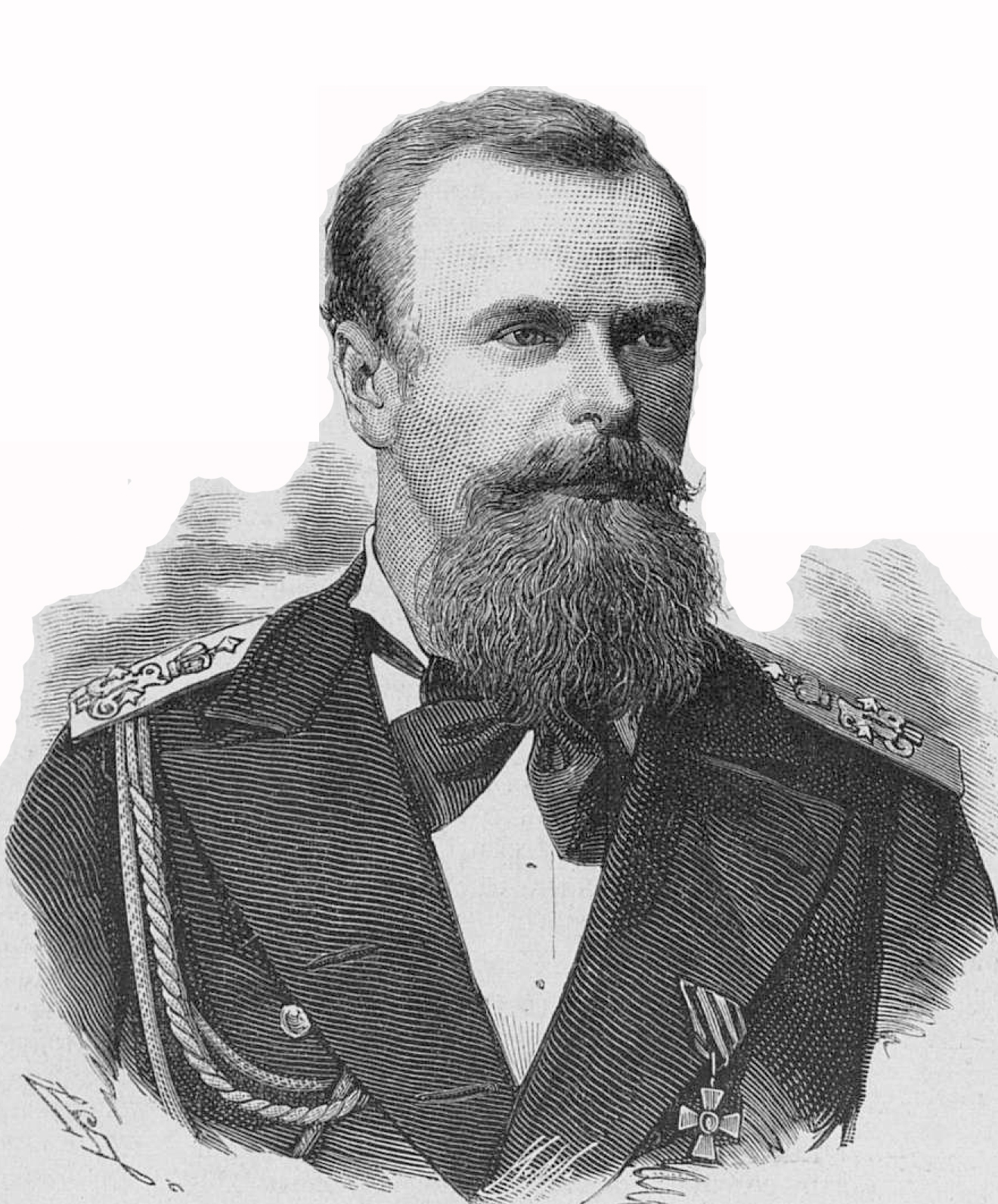
Stepan Makarov

În martie, energicul viceamiralul Stepan Makarov (1849–1904) a preluat comanda Primei escadrile ruse din Pacific cu intenția de a face planuri pentru a ieși din blocada din Port Arthur. Până atunci, ambele părți au început o politică de așezare de mine în scop tactic ofensiv prin așezarea de mine în porturile celeilalte părți. Aceasta a fost prima dată în război, când minele au fost folosite în scopuri ofensive. În trecut, minele erau folosite ca scopuri pur defensive, menținând porturile în siguranță de invadarea navelor de război.
Politica japoneză de așezare a minelor a fost eficientă în limitarea mișcărilor navelor rusești în afara Port Arthur, când, la 12 aprilie 1904, două cuirasate rusești; nava amiral Petropavlovsk, și Pobeda au intrat într-un câmp minat japonez de lângă Port Arthur, ambele nave s-au lovit de mine. Petropavlovsk s-a scufundat într-o oră, în timp ce Pobeda a trebuit să fie remorcat înapoi în Port Arthur pentru reparații ample. Makarov a murit pe Petropavlovsk.
Cu toate acestea, rușii au învățat curând tactica japoneză de așezare ofensivă de mine și au decis să aplice și ei strategia. Pe 15 mai, două nave de luptă japoneze - Yashima și Hatsuse, au fost ambele ademenite într-un câmp minat rusesc recent amenajat lângă Port Arthur, ambele lovind cel puțin două mine. Hatsuse s-a scufundat în câteva minute, luând cu ea 450 de marinari, în timp ce Yashima s-a scufundat sub remorcare câteva ore mai târziu.
Flota rusă a încercat să iasă din Port Arthur și să meargă la Vladivostok, dar a fost interceptată și dispersată în bătălia de la Marea Galbenă. Rămășița flotei ruse a rămas în Port Arthur, unde navele au fost scufundate de artileria armatei asediatoare. Încercările de a elibera orașul pe uscat au eșuat și ele, iar după bătălia de la Liaoyang⁠(en)[traduceți] de la sfârșitul lunii august, rușii s-au retras la Mukden (Shenyang). Port Arthur a căzut în cele din urmă pe 2 ianuarie 1905, după o serie de atacuri brutale, soldate cu multe victime.

### Submarine rusești

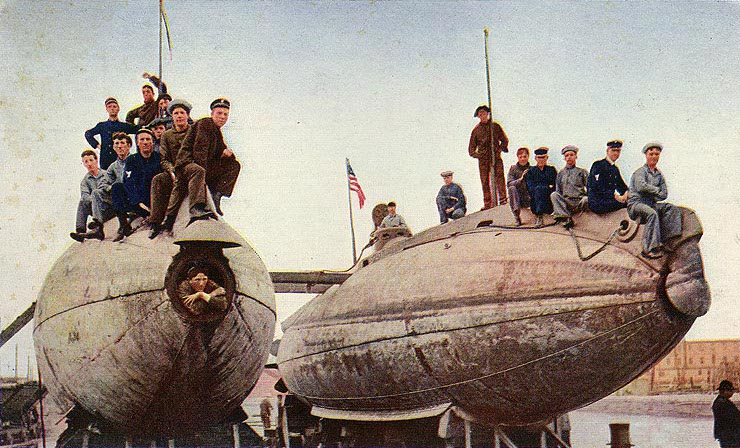
Submarine din clasa Plunger

Până la 25 iunie, Marina Imperială Rusă cumpărase în secret primul său submarin naval, cunoscut sub numele de Madam, de la Electric Boat Company a lui Isaac Rice. Acest submarin a fost construit inițial sub conducerea lui Arthur Leopold Busch ca și torpilorul american Fulton. A fost un prototip al modelului Holland Type 7, cunoscut sub numele de submarine clasa Adder/clasa Plunger. 
Până la 10 octombrie, acest prim submarin rus a fost pus oficial în funcțiune și expediat pe coasta de est, lângă Vladivostok, Rusia și a fost redenumit Som („Somn”). Acest prim submarin rus nu a fost gata la timp pentru războiul ruso-japonez. Motivul din spatele acestei întârzieri s-a datorat parțial unei transportări târzii de torpile care a fost comandată inițial din Germania la începutul anului 1905. Rusia a comandat în curând mai multe submarine cu același proiect de bază și au fost construite sub contract cu compania Holland de către compania de construcții navale Neva situată în Sankt Petersburg, Rusia.

### Bătălia de la Tsushima

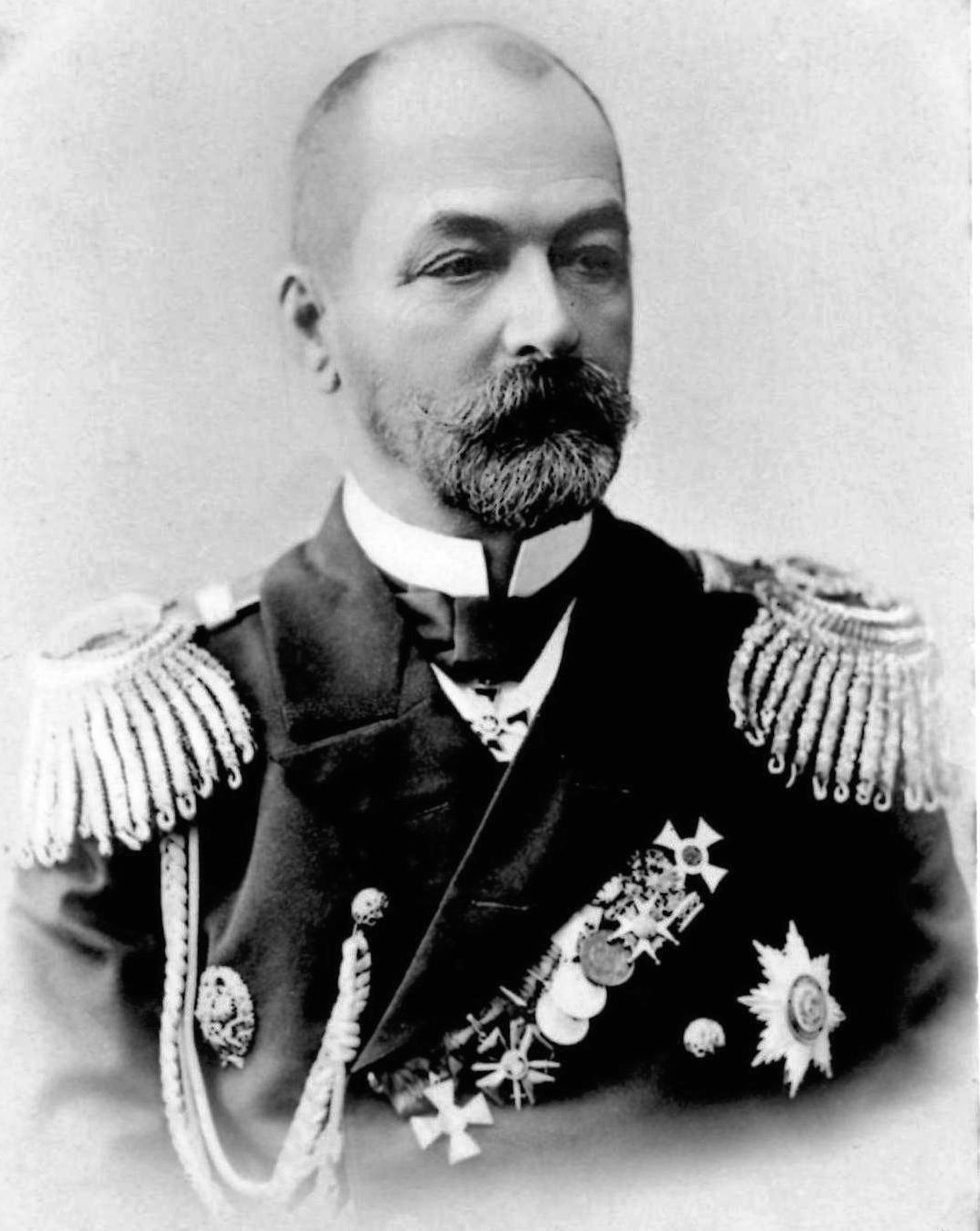
Zinovi Rojestvenski

Rușii se pregăteau deja să-și întărească flota în anul precedent, trimițând elemente ale flotei Mării Baltice (Escadrila a II-a din Pacific) sub comanda amiralului Zinovi Rojestvenschi ocolind [|Capul Bunei Speranțe]], o călătorie de peste 29.000 km. La 21 octombrie 1904, în timp ce treceau pe lângă Regatul Unit (un aliat al Japoniei, dar neutru în acest război), ei aproape au provocat un război în Incidentul de la Dogger Bank⁠(en)[traduceți] trăgând asupra bărcilor de pescuit britanice pe care le-au confundat cu torpiloare japoneze.
Durata călătoriei flotei baltice a însemnat că amiralul Togo era conștient de progresul flotei baltice și a făcut planuri să o întâmpine înainte ca flota rusă să poată ajunge în portul de la Vladivostok. El i-a interceptat în strâmtoarea Tsushima, între Coreea și Japonia, în dimineața devreme a zilei de 27 mai 1905. Deși ambele flote de nave de luptă erau aproape pe picior de egalitate în ceea ce privește cea mai recentă tehnologie a navelor de luptă, Marina Imperială Japoneză având cuirasate de construcție britanică s-au dovedit superioară celor din flota rusă, care aveau cuirasate predominant de construcție franceză, deoarece Togo în bătăliile navale din 1904 de la Port Arthur și Marea Galbenă a acumulat experiența de luptă, pe care a putut s-o fructifice împotriva amiralului Zinovi Rojestvenschifără experiență în timpul Bătăliei de la Tsushima din 27 mai.
Până la sfârșitul zilei de 27 mai, aproape toate navele de luptă ale lui Rojestvenschi au fost scufundate (21 nave, inclusiv 7 cuirasate), cu nava lui amiral, Kneaz Suvorov; iar în ziua următoare, amiralul Nebogatov, care l-a eliberat pe Rojestvenschi de la comandă din cauza rănilor sale, a predat restul flotei amiralului Togo.

## Reconstrucția flotei înainte de Primul Război Mondial
La sfârșitul războiului ruso-japonez din 1905, Rusia a căzut de la poziția de a treia mare putere navală pe locul șase. Accentul activităților navale rusești s-a mutat înapoi din Orientul Îndepărtat la Marea Baltică. Sarcina Flotei Baltice era să apere Marea Baltică și Sankt Petersburg de Imperiul German.

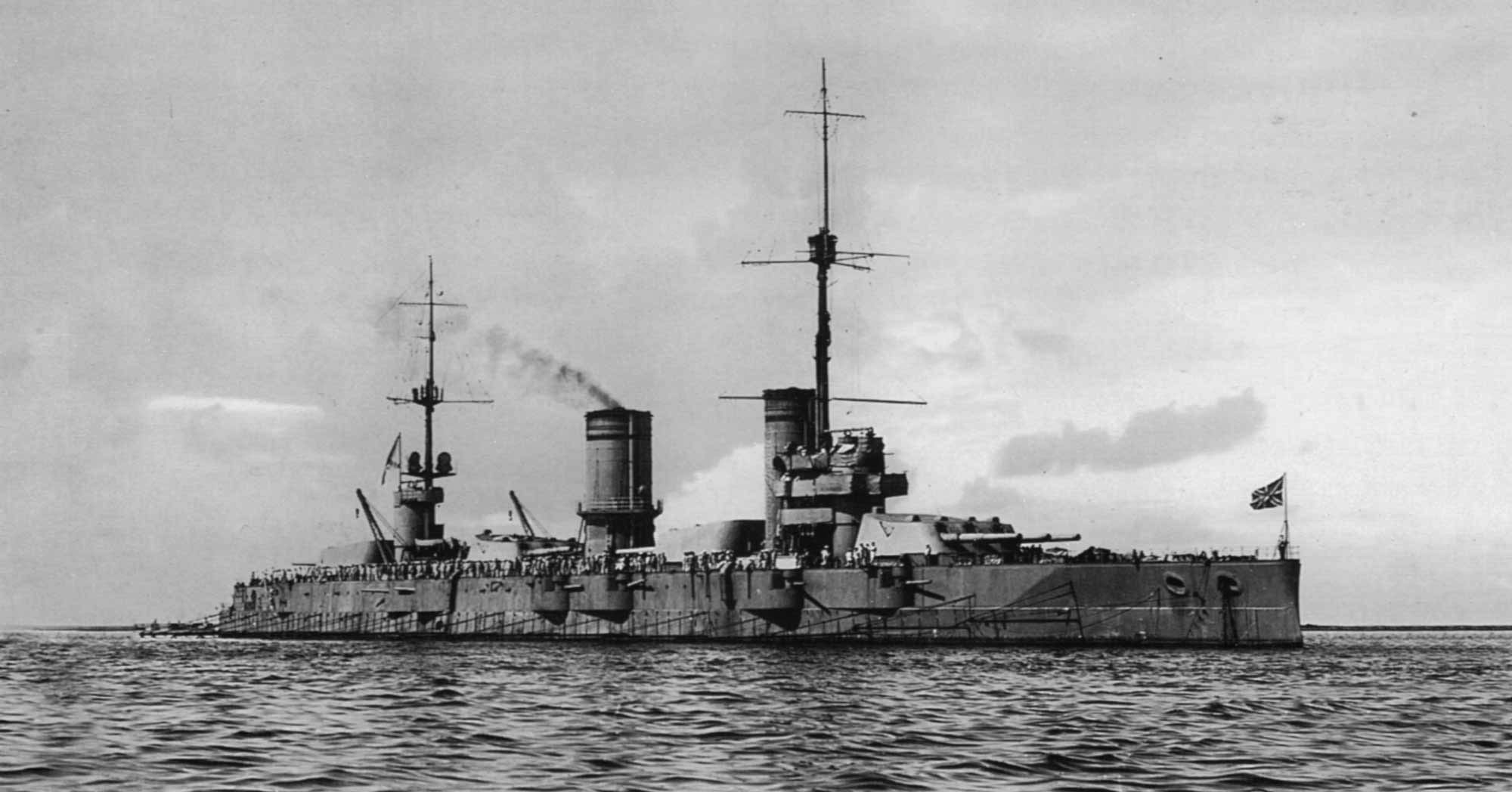
Cuirasatul Gangut (1915)

Țarul Nicolae al II-lea a creat un Stat Major Naval în 1906. La început, atenția a fost îndreptată către construirea puitoarelor de mine și a unei flote de submarine. Un program ambițios de expansiune a fost prezentat Dumei în 1907-1908, dar a fost respins. Criza bosniacă din 1909 a forțat o reconsiderare strategică și au fost comandate noi cuirasate, crucișătoare și distrugătoare din clasa Gangut pentru Flota Baltică. 
Înrăutățirea relațiilor cu Turcia a însemnat comandarea unor noi nave, inclusiv navele de luptă din clasa Împărăteasa Maria, pentru flota Mării Negre. Cheltuielile navale totale ale Rusiei în perioada 1906-1913 au fost de 519 milioane de dolari, pe locul cinci în urma Marii Britanii, Germaniei, Statelor Unite și Franței.
Programul de rearmare a inclus un element semnificativ de participare străină cu mai multe nave (inclusiv crucișătorul Rurik) și motoare comandate de la firme străine. După izbucnirea Primului Război Mondial, navele și echipamentele construite în Germania au fost confiscate. Echipamentele din Marea Britanie a ajuns încet în Rusia sau a fost redirecționat către propriul efort de război al aliaților occidentali.

## Primul Război Mondial

### Marea Baltică

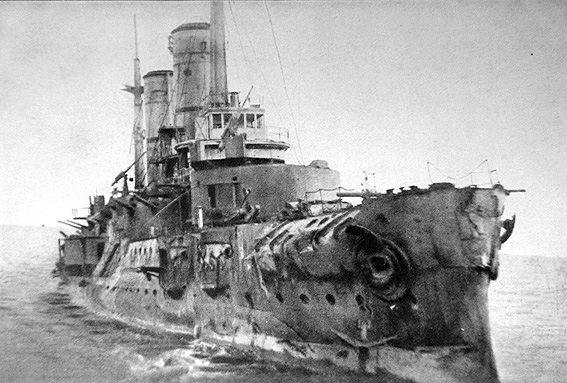
Sabordarea cuirasatului Slava în Bătălia de la insula Muhu

În Marea Baltică, Germania și Rusia au fost principalii combatanți, cu o serie de submarine britanice navigând prin Kattegat pentru a-i ajuta pe ruși, inclusiv submarinul HMS E9⁠(en)[traduceți] comandat de Max Horton⁠(en)[traduceți]. Având în vedere că flota germană era mai mare și mai modernă (multe nave ale Hochseeflotte⁠(en)[traduceți] puteau fi dislocate cu ușurință în Marea Baltică prin Canalul Kiel când Marea Nordului era liniștită), rușii au jucat un rol în principal defensiv, cel mult atacând convoaiele dintre Germania și Suedia și întindeau câmpuri de mine ofensive. Submarinele rusești și britanice au atacat navele germane care navigau între Suedia și Germania.
Cu multe mine plasate defensiv și ofensiv de ambele părți, flotele au jucat un rol limitat pe frontul de Est. Germanii au organizat atacuri navale majore asupra Golfului Riga, fără succes în august 1915 și cu succes în octombrie 1917, când au ocupat insulele din Golf (Operațiunea Albion) și au avariat navele rusești care plecau din Riga (Bătălia de la insula Muhu⁠(en)[traduceți]) din 16-17 octombrie 1917.
Până în martie 1918, Revoluția din Octombrie și Tratatul de la Brest-Litovsk i-au făcut pe germani stăpâni ai Mării Baltice, iar flotele germane au transferat trupe pentru a sprijini Finlanda nou independentă și pentru a ocupa o mare parte din Rusia, oprindu-se doar atunci când au fost înfrânte în Occident. Rușii au evacuat flota baltică de la Helsinki și Reval până la Kronstadt în timpul Ice Cruise of the Baltic Fleet⁠(en)[traduceți] din martie 1918.

### Marea Neagră

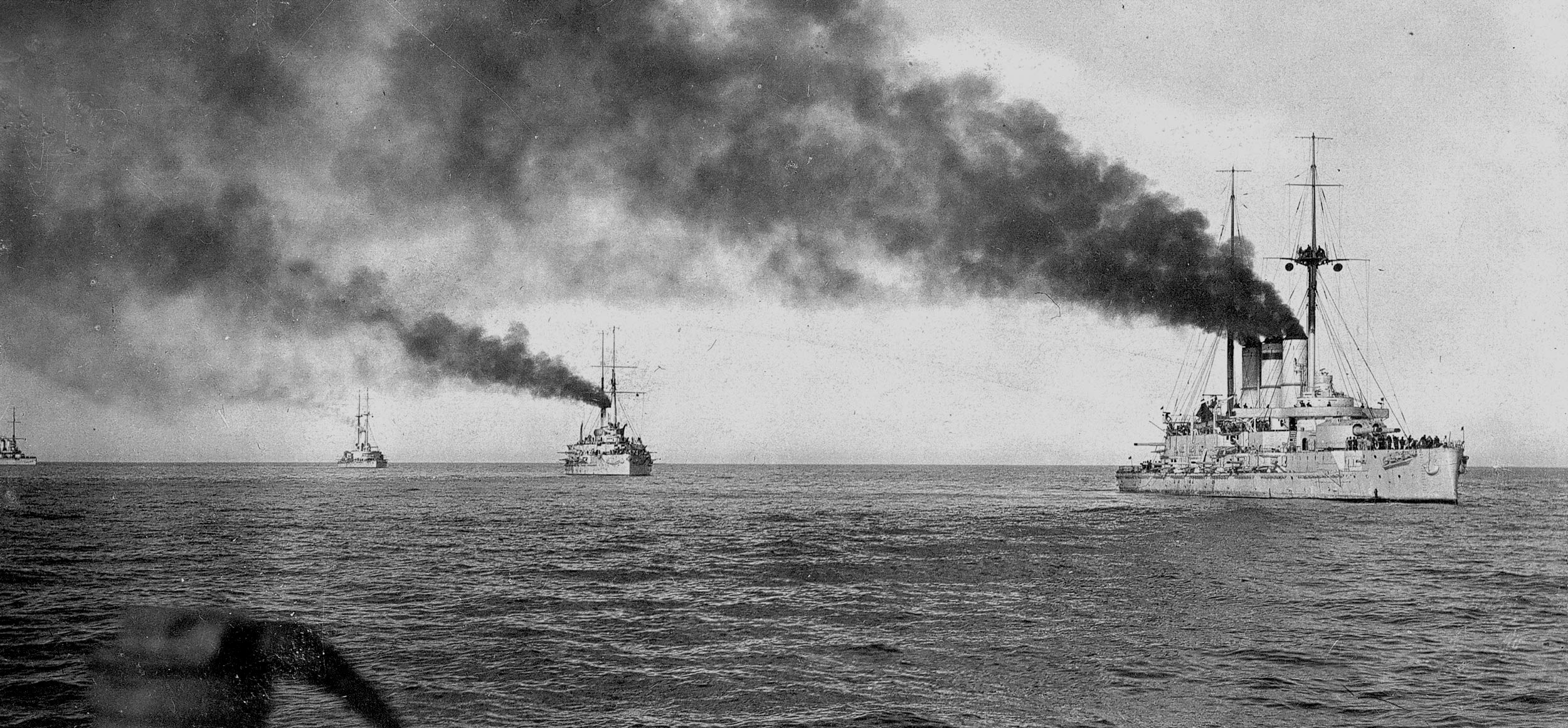
Cuirasate rusești din Flota Mării Negre în linie.

Marea Neagră era domeniul atât al Imperiului Rus cât și al celui Otoman, dar flota rusă domina marea. Avea o flotă mare cu sediul la Sevastopol și era condusă de doi comandanți pricepuți: Andrei Eberhardt⁠(en)[traduceți] și amiralul Kolceak (care a preluat comanda în 1916).
Războiul de la Marea Neagră a început când flota otomană a bombardat mai multe orașe rusești în octombrie 1914. Cele mai avansate nave din flota otomană constau din doar două nave germane: crucișătorul de luptă GSMS Goeben și crucișătorul ușor GSMS Breslau, ambele sub comanda amiralului Wilhelm Souchon⁠(en)[traduceți]. Goeben a fost avariat de cel puțin patru ori și a fost de obicei urmărit înapoi în port de marina superioară rusă. Până la sfârșitul anului 1915, flota rusă avea controlul aproape complet asupra Mării Negre.
Flota Mării Negre a fost folosită în principal pentru a sprijini generalul Nikolai Yudenich în Campania in Caucaz. De exemplu, în august 1915, un submarin rus și două distrugătoare ruse au atacat un convoi turc de patru transportoare escortate de un crucișător și două distrugătoare. Navele rusești au scufundat toate cele patru nave transportoare fără a pierde o navă. Mai târziu, în vara anului 1916, armata otomană, sub conducerea lui Vehip Pașa, a primit ordin să recucerească Trebizondul. Forțele otomane au încercat să mărșăluiască de-a lungul coastei în iunie, dar flota rusă a reușit să reducă viteza de înaintare la un târâș folosind bombardamentul naval pentru a hărțui trupele care erau în marș și pentru a le distruge coloanele de aprovizionare. În cele din urmă, armata otomană a renunțat și s-a retras.

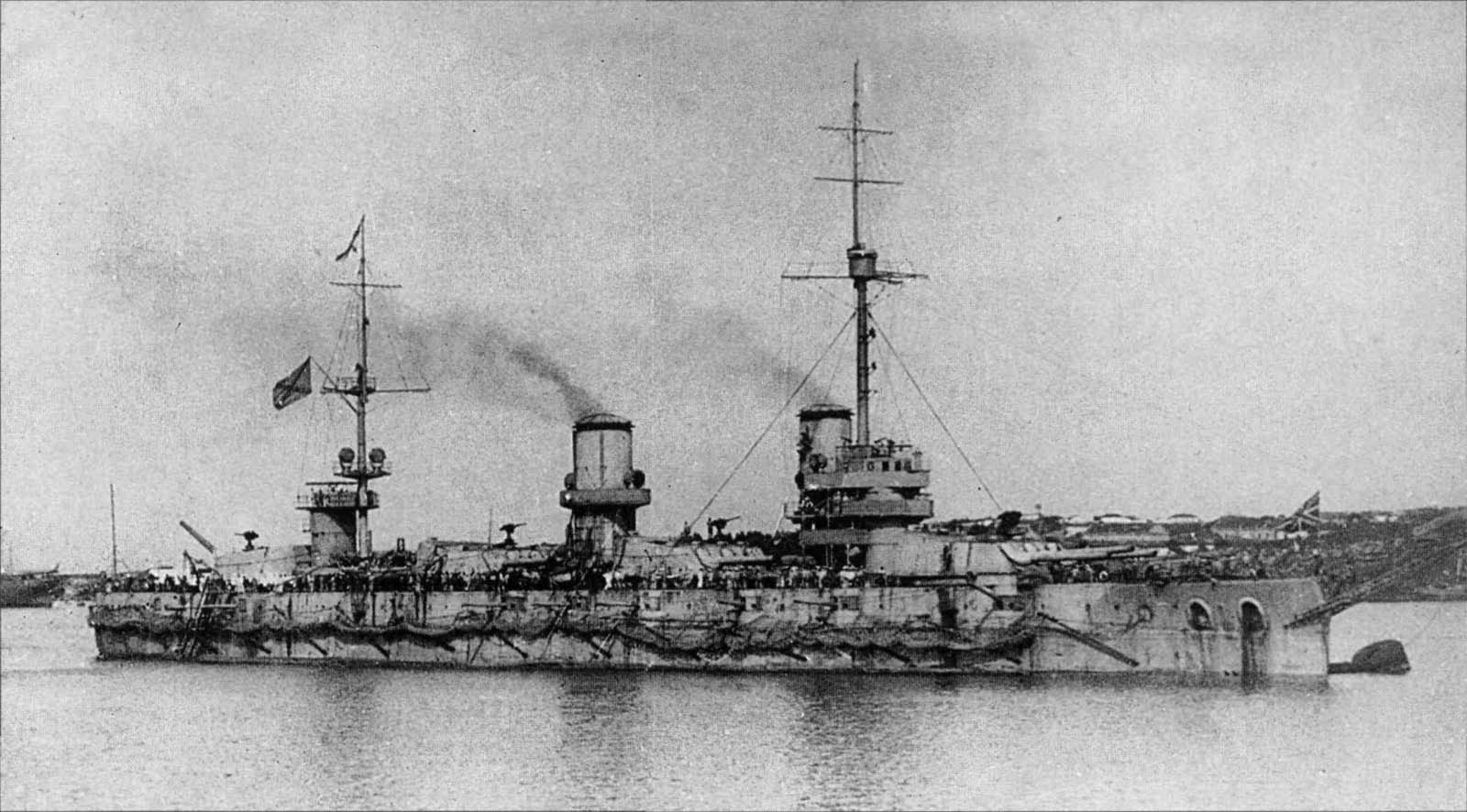
Împărăteasa Maria

După ce amiralul Kolceak a preluat comanda (în august 1916), flota rusă a minat ieșirea din Bosfor, împiedicând aproape toate navele otomane să intre în Marea Neagră. Mai târziu în acel an, căile navale spre Varna au fost, de asemenea minate. Cea mai mare pierdere suferită de flota rusă de la Marea Neagră a fost distrugerea cuirasatului dreadnought modern Împărăteasa Maria, care a explodat în port la 7 octombrie 1916, la doar un an după ce a fost lansat la apă. Scufundarea cuirasatului nu a fost niciodată pe deplin explicată; ar fi putut fi un sabotaj sau un accident.

## Revoluția din Octombrie și Războiul Civil

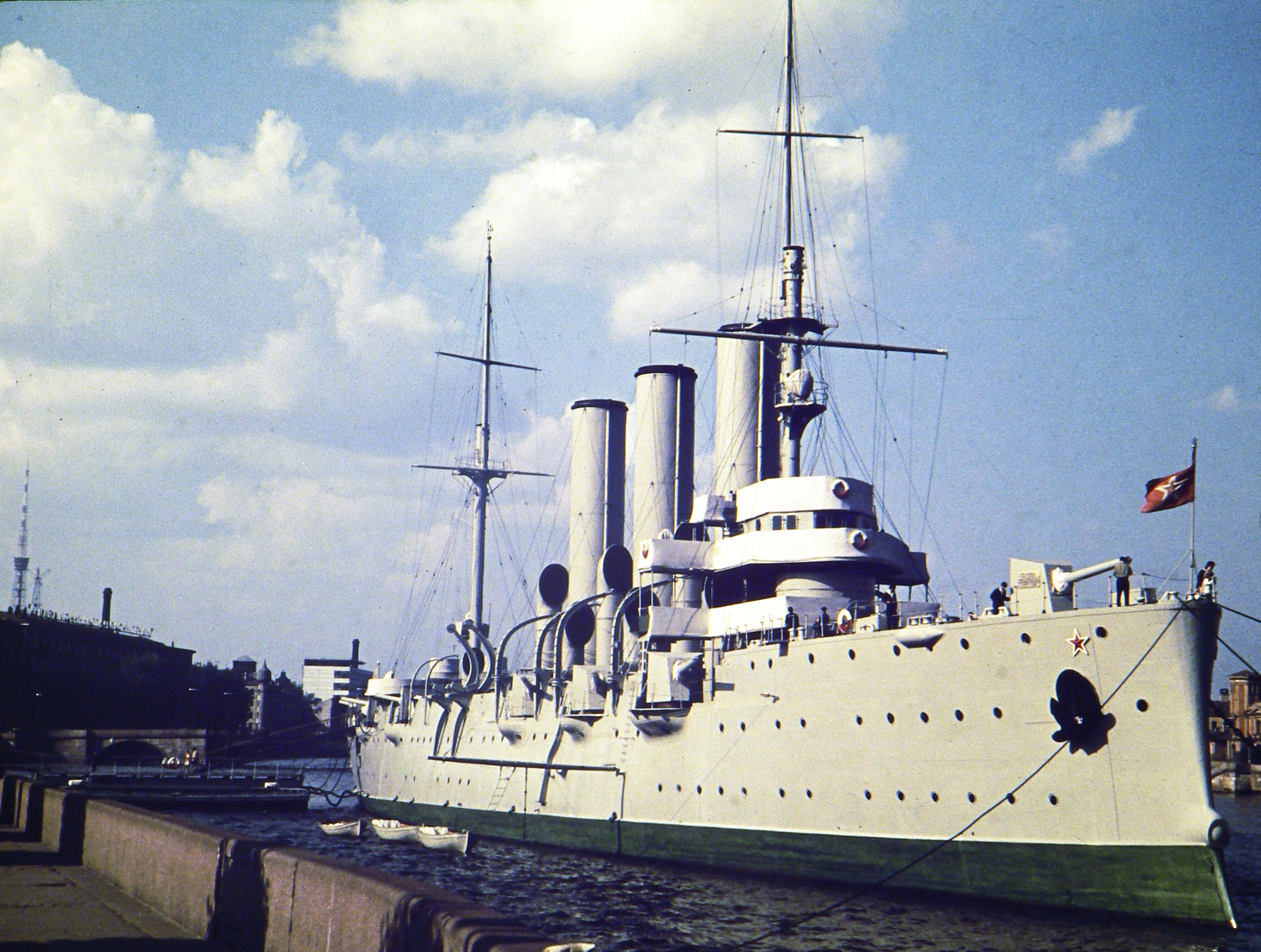
Crucișătorul Aurora pe râul Neva, Sankt Petersburg, navă muzeu.

În Revoluția din octombrie 1917, marinarii, în special din flota baltică, au jucat un rol cheie. Revolta a fost declanșată pe 25 octombrie de crucișătorul Aurora, care este și astăzi o navă muzeu în Sankt Petersburg.
Revoluția și războiul civil ulterior au devastat marina rusă. Doar flota baltică cu sediul la Petrograd a rămas în mare parte intactă, deși a fost atacată de Marina Regală Britanică în 1919. Intervenționiștii străini au ocupat coastele Pacificului, Mării Negre și Mării Arctice. Majoritatea navelor de război supraviețuitoare ale Flotei Mării Negre, cu echipaje loiale mișcării ruse albe, au devenit parte din Flota lui Wrangel⁠(en)[traduceți] sub comanda lui Piotr Wrangel  și după evacuarea forțelor albe și a civililor din Crimeea, au fost în cele din urmă internați în Bizerta, Tunisia. Marinarii ruși au luptat de ambele părți în conflict. Marinarii flotei baltice s-au revoltat împotriva tratamentului dur din partea autorităților sovietice în Rebeliunea din Kronstadt din 1921.

Navele supraviețuitoare au format nucleul Marinei Militare Sovietice la înființarea sa din 1918, deși rămășițele flotei lui Wrangel nu s-au întors niciodată în Rusia.

## Comandanți
Începând cu Petru cel Mare, care a pus bazele flotei imperiale, diferiți căpitani de nave și amirali și-au adus contribuția în dezvoltarea marinei și flotei prin participarea și câștigarea unor lupte, dezvoltarea unor tactici navale precum și construirea de nave sau porturi. 
Mai jos sunt prezentați câțiva dintre comandanții remarcabili.
| Comandanți       | Scurtă prezentare a principalelor aporturi ale diferiților comandanți |
| ---------------- | --- |
| Petru cel Mare   | Printr-o serie de războaie de succes, el a cucerit porturile de la Azov și Marea Baltică, punând bazele Marinei Imperiale Ruse, a pus capăt supremației suedeze incontestabile în Marea Baltică și a demarat expansiunea țaratului într-un imperiu mult mai mare, care a devenit o putere europeană majoră. |
| Feodor Apraksin  | A fost unul dintre primii amirali ruși, din 1708, a prezidat Amiralitatea Rusă din 1718 și a comandat Flota Baltică din 1723. A participat la Campaniile din Azov, Campania de pe Râul Prut (1711), a condus Marina Imperială cucerind Helsinki (1713), a asistat la cucerirea Finlandei și la Bătălia de la Gangut (1714). În perioada 1710-1720 a atacat Suedia după care cea mai mare parte a provinciilor baltice s-au predat Rusiei. |
| Grigori Spiridov | În timpul războiului ruso-turc din 1768-1774, Spiridov era responsabil de o escadrilă, care urma să fie trimisă din Marea Baltică în Marea Mediterană pentru a-i ajuta pe greci în lupta lor împotriva turcilor în vara anului 1769. La începutul anului 1770, a comandat capturarea Mistrei, Arcadiei și Navarino cu ajutorul unui grup de debarcare. În noaptea de 26 iunie, escadrila rusă aflată sub comanda efectivă a lui Spiridov și Samuel Greig a distrus flota turcă în timpul bătăliei de la Chesma și a stabilit supremația rusă în Marea Egee. |
| Samuel Greig     | Amiral rus de origine scoțiană care s-a remarcat în Bătălia de la Chesma (1770) și Bătălia de la Hogland (1788). |
| Vasili Cichagov  | În timpul primului război ruso-turc, Chichagov a fost făcut responsabil pentru apărarea strâmtorii Kerci, împiedicând navele de război otomane să aibă acces la Marea Azov. În timpul războiului ruso-suedez (1788–1790), a fost comandantul șef al flotei baltice. A câștigat Bătălia de la Öland (1789), Bătălia de la Reval și Bătălia de la Golful Vyborg. |
| Feodor Ușakov    | După ce Imperiul Rus a cucerit Hanatul Crimeei în 1783, Ușakov a supravegheat personal construcția bazei navale la Sevastopol și construirea de docuri în Herson. În timpul războiului ruso-turc (1787–92), el i-a învins pe otomani la Fidonisi (1788), Strâmtoarea Kerci (1790), Tendra (1790) și Capul Kaliakra (1791). În aceste bătălii, el a demonstrat ingeniozitatea doctrinelor sale inovatoare în arta războiului naval. |
| Dmitri Seniavin  | În timpul expediției mediteraneene a lui Ușakov din 1798-1800, la care a luat parte în anii 1798-1799, Senyavin a preluat comanda navei amirale Saint Peter, echipată cu 72 de tunuri. Marinarii săi au luat cu asalt Castelul Santa Maura din Lefkada, deținut de francezi, și au luat parte la capturarea Corfului. După expediție Senyavin a administrat porturile Herson și Sevastopol. În 1804, a fost promovat contraamiral și i s-a dat sarcina de a administra portul din Reval.. Într-un nou război cu turcii, la 24 februarie 1807 a capturat insula Tenedos. Folosindu-se de insula capturată, Senyavin a blocat Strâmtoarea și a întrerupt aprovizionarea către capitala sultanului. Sultanul a ordonat ruiperea blocadei. Navele otomane s-au ciocnit cu escadrila lui Senyavin în Bătălia de la Dardanele (11 mai) și Bătălia de la Athos (16 iunie). Ambele angajamente s-au soldat cu victorii rusești și au asigurat ascensiunea Rusiei în Marea Egee pentru tot restul războiului. |

## Gradele în Marina Imperială Rusă
Gradele în Marina Imperială Rusă
| Numele gradului                                    | Epolet                    |             |
| -------------------------------------------------- | ------------------------- | ----------- |
| Marinari                                           |                           |             |
| матрос 2 статьи (Marinar de rangul 2)              | Flota Baltică (1908—1917) |             |
| матрос 1 статьи (Marinar de rangul 1)              |                           |             |
| Subofițeri'                                        |                           |             |
| квартирмейстер (maistru timonier)                  | Flota Baltică (1908—1917) |             |
| боцман (șef de echipaj)                            | Flota Baltică (1908—1917) |             |
| гардемарин (Aspirant'')                            | (1904—1912)               |             |
| Ofițeri de marină                                  |                           |             |
| мичман (Sublocotenent) înainte de 1909             | (1904—1909)               | (1904—1909) |
| (мичман' 'Sublocotenent) după 1909                 | (1909—1917)               | (1904—1909) |
| лейтенант (Locotenent)                             | (1904—1917)               |             |
| старший лейтенант (Locotenent major)               | (1907—1917)               |             |
| капитан лейтенант (Căpitan locotenent) (1907-1912) | (1907—1917)               |             |
| капитан 2 ранга (Căpitan de rangul 2)              | (1904—1917)               |             |
| капитан 1 ранга ( Căpitan de rangul 1)             | (1904—1917)               |             |
| Amirali                                            |                           |             |
| контр-адмирал (Contraamiral)                       |                           |             |
| вице-адмирал (Viceamiral)                          |                           |             |
| адмирал (Amiral)                                   |                           |             |
| Генерал-адмирал (Amiral de flotă)                  |                           |             |